# Jakačići
 Jakačići  (olaszul: Caligari) falu Horvátországban, Isztria megyében. Közigazgatásilag Gračišćéhez tartozik.

## Fekvése
Az Isztriai-félsziget közepén, Pazintól 9 km-re délkeletre, községközpontjától 5 km-re délre fekszik.

## Története
A településnek 1880-ban 194, 1910-ben 242 lakosa volt. Az első világháború után Olaszország része lett, majd a második világháborút követően Jugoszláviához csatolták. Jugoszlávia felbomlása után 1991-ben a független Horvátország része lett. Lakói főként mezőgazdasággal foglalkoztak. 2011-ben 143 lakosa volt.

## Lakosság
| Lakosság változása | Lakosság változása | Lakosság változása | Lakosság változása | Lakosság változása | Lakosság változása | Lakosság változása | Lakosság változása | Lakosság változása | Lakosság változása | Lakosság változása | Lakosság változása | Lakosság változása | Lakosság változása | Lakosság változása | Lakosság változása |
| ------------------ | ------------------ | ------------------ | ------------------ | ------------------ | ------------------ | ------------------ | ------------------ | ------------------ | ------------------ | ------------------ | ------------------ | ------------------ | ------------------ | ------------------ | ------------------ |
| 1857               | 1869               | 1880               | 1890               | 1900               | 1910               | 1921               | 1931               | 1948               | 1953               | 1961               | 1971               | 1981               | 1991               | 2001               | 2011               |
| 0                  | 0                  | 194                | 199                | 228                | 242                | 0                  | 0                  | 322                | 313                | 239                | 186                | 178                | 145                | 152                | 143                |